# Bandbreedte
Bandbreedte is in de telecommunicatie het verschil tussen de hoogste en de laagste frequentie van het belangrijkste gedeelte van een frequentiespectrum. 
Zo is bijvoorbeeld in de bedrade telefonie de gebruikte frequentieband het gedeelte van 300 Hz (hertz) tot 3400 Hz, wat resulteert in een bandbreedte van 3100 Hz (3,1 kHz).

3dB-bandbreedte van een bandfilter

Wat de bandbreedte is in een specifiek geval, hangt af van wat als de belangrijkste frequenties beschouwd worden. Zo worden bij een transmissiekanaal of een bandfilter de frequenties waarvan het overgedragen vermogen minder is dan de helft van het maximale vermogen wel als onbelangrijk beschouwd. Dit zijn meestal frequenties beneden een bepaalde grens, de ondergrens van de band, en boven een bepaalde andere grens, de bovengrens van de band. De frequenties tussen deze beide grenzen vormen de doorgelaten band, en de breedte van deze band noemt men dan de bandbreedte. Deze regel, die wel als halfvermogenregel (half power gain convention) wordt aangeduid, leidt tot de zogenoemde 3dB-bandbreedte, aangezien een vermogensteruggang tot
{\displaystyle P_{\text{half}}={\tfrac {1}{2}}P_{\text{max}}}
relatief een teruggang met ongeveer 3 decibel inhoudt:
{\displaystyle P_{\text{half}}=P_{\text{max}}-3\,\mathrm {dBa} }
waarbij het vermogen is uitgedrukt in decibel.
De grenzen worden dus gekozen bij de frequenties waarbij het vermogen meer dan 3 decibel zakt onder het maximale vermogen.

## Definitie (digitaal)
In datacommunicatie wordt met bandbreedte soms aangegeven hoeveel data per seconde door een verbinding verstuurd kunnen worden. Juister is om in dat geval te spreken van kanaalcapaciteit; deze wordt dan veelal uitgedrukt in bit/s (bits per seconde), kbit/s (kilobit per seconde vroeger ook wel kbps genoemd), kbyte/s (kilobytes per seconde), Mbit/s (megabits per seconde) enzovoorts. Met de steeds groeiende bandbreedte die beschikbaar komt, wordt het werken met Gbit/s normaal.

### Theoretische en werkelijke kanaalcapaciteit
De werkelijke kanaalcapaciteit is meestal kleiner dan de theoretische. Ze wordt beïnvloed door:
- de signaalsterkte
- de standvastigheid van de verbinding
- de aard van de gebruikte kabels (koper, glasvezel, twisted pair, coaxkabel enz.)
- gebruik van kabels of draadloze toepassingen
- de gebruikte communicatieprotocollen.
- het gebruik van datacompressiealgoritmes
- de afstand en de nodige repeaters (signaalversterkers) om die afstand te overbruggen.
- de mate van gebruik van het netwerk.

Deze factoren tezamen kunnen de oorspronkelijke beloofde (theoretische) kanaalcapaciteit met meer dan de helft doen afnemen. Met moderne coderingstechnieken kan men sinds 1997 dicht in de buurt komen van de grens, die volgt uit de theorie van Shannon. Viterbi ontwikkelde onder andere ten behoeve van het Voyager project een codering die slechts een fractie afligt van de shannon-grens.

### Internet
In internet-toepassingen wordt de term bandbreedte soms gebruikt om ogenblikkelijke transferlimiet aan te geven (kbit/s).
Nauw verwant hieraan is de gewoonte van sommige providers om soms transferlimieten aan te geven (MB/dag, GB/maand). Er zijn echter ook veel providers die werken met een fair-use-policy. Dit houdt in dat men in redelijkheid gebruik mag maken van de functies, echter niet moet overdrijven. De grens hiervan is moeilijk te bepalen en daarom blijft dit altijd een punt van discussie.
Enkele courante waarden:
- modem: 14,4 kbit/s, 28,8 kbit/s, 56 kbit/s
- integrated services digital network (ISDN): 64 kbit/s, 128 kbit/s
- asymmetric digital subscriber line (ADSL): 1 Mbit/s, 2 Mbit/s, 4 Mbit/s, 8 Mbit/s
- ADSL2+: tot 24 Mbit/s
- coaxkabel: 5 Mbit/s, 25 Mbit/s, 30 Mbit/s, 50 Mbit/s, 60 Mbit/s, 90 Mbit/s, 120 Mbit/s, 200 Mbit/s
- VDSL: tot 52 Mbit/s
- glasvezel: tot 10 Gbit/s

In servertoepassingen wordt ook vaak een verbinding gebruikt die 100 Mbit/s of zelfs 1000 Mbit/s haalt. Vooral bij zeer drukbezochte servers en websites wordt hiervan gebruikgemaakt.